# Буњани
Буњани су насељено место у општини Криж, Хрватска. До нове територијалне организације у Хрватској, налазили су се у саставу бивше велике општине Иванић-Град.

## Становништво
На попису становништва 2011. године, Буњани су имали 636 становника.

## Попис1991.
На попису становништва 1991. године, насељено место Буњани је имало 627 становника, следећег националног састава:
| Попис 1991.‍  | Попис 1991.‍  | Попис 1991.‍ | Попис 1991.‍ | Попис 1991.‍ |
| ------------ | ------------ | ----------- | ----------- | ----------- |
|              |              |             |             |             |
| Хрвати       | Хрвати       |             | 616         | 98,24%      |
| Срби         | Срби         |             | 3           | 0,47%       |
| Словаци      | Словаци      |             | 1           | 0,15%       |
| неопредељени | неопредељени |             | 5           | 0,79%       |
| регион. опр. | регион. опр. |             | 1           | 0,15%       |
| непознато    | непознато    |             | 1           | 0,15%       |
| укупно: 627  |              |             |             |             |